# Csingjang
Csingjang (egyszerűsített kínai írással: 庆阳市, pinjin: Qìngyáng) prefektúra szintű város Kínában, Kanszu tartományban. Lakosainak száma 2 179 716 fő (2020).

## Népesség
| 2010 | 2 211 191 |
| 2020 | 2 179 716 |